# Aristophanes (blijspeldichter)

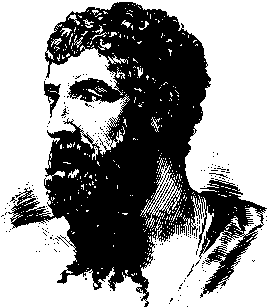
Gravure van een imaginair portret van Aristophanes

Aristophanes (Grieks: Ἀριστοφάνης) (446 v.Chr. – 386 v.Chr.) was een Grieks dichter en schrijver van komedies. Zijn tijdgenoten schreven hem een veertigtal toneelstukken toe, waarvan elf ons bekend zijn. Hij was een rijke grondbezitter met een ruime culturele belangstelling en had nauw contact met de Atheense intellectuelen. Hij was bevriend met Socrates maar bekritiseerde deze ook. Als conservatief realiseerde hij zich de gevaren van een al te radicale democratie en van het scepticisme dat de sofisten predikten. Hij stond bekend als ongenuanceerd.
Het weinige dat we over Aristophanes weten, hebben we afgeleid uit zijn eigen stukken. Hij is geboren omstreeks 450 v.Chr. en behoorde als Atheens burger tot de fyle 'Pandionis'. Zijn eigenlijke geboorteplaats is onbekend. Aristophanes is beroemd om de komedies die hij schreef voor de twee Atheense festivals de Dionysia en de Lenaea. Dit zijn de enige nog bestaande voorbeelden van Oud-Griekse komedies. Hij schreef er waarschijnlijk 40, waarvan er 11 bewaard zijn gebleven. Zijn eerste, de Daitaleis (feestgangers aan banket), dateert uit 427 v.Chr. toen hij nauwelijks 18 jaar was. Uit de nog overgebleven fragmenten blijkt het te gaan om een satire op de morele waarden en de opvoedkundige theorieën van zijn tijdgenoten. Veel van Aristophanes' stukken zijn politiek getint en maken bekende Atheense burgers en hun gedrag in de Peloponnesische Oorlog belachelijk. Hij werd dan ook meerdere keren aangeklaagd wegens smaad.
Aristophanes' werken zijn vooral waardevol vanwege de onuitputtelijke fantasie waarmee ze zijn geschreven, zijn fijnzinnige koorlyriek en grote taalbeheersing. De hoofdthema's waren de verdediging van het vredesideaal, de culturele bedreiging door de sofisten en de verderfelijke invloed van het toneel van Euripides.

## Belangrijkste werken
- Acharniërs (Αχαρνεις) – Uitgevoerd in 425 v.Chr.

Deze oudste integraal bewaarde komedie is een regelrechte aanklacht tegen de waanzin van de oorlog. De boer Dikaiopolis (wat in feite "Rechtsstaat" betekent) uit het dorp Acharnai is de Peloponnesische Oorlog beu en sluit persoonlijk vrede met de Spartanen, waardoor hij alleen de voordelen van de vrede geniet. Het valt hem niet gemakkelijk zijn dorpsgenoten (het koor), die hem aanvankelijk maar een collaborateur vinden, ervan te overtuigen dat slechts een paar "haviken" baat hebben bij het voortzetten van de oorlog.
- Wolken (Νεφελαι) – Uitgevoerd in 423 v.Chr. (volledige titel: 'De wolken of de school voor sofisten')

Het stuk is een aanval op de 'moderne' opvoeding en moraal van de sofisten. Aristophanes' voornaamste slachtoffer is Socrates, die in zijn stuk heel wat trekjes van de sofisten heeft. De zweverige, onpraktische intellectueel staat in sterk contrast met de andere hoofdrolspeler, de koppige, gewelddadige, maar praktische Strepsiades.
Strepsiades, een gewezen boer, zit met zijn boekhouding diep in de rode cijfers wegens de spilzucht van zijn vrouw (een verwaande "stadsmadam") en hun zoon Pheidipides (een verwende, gokverslaafde snob). Om aan zijn schuldeisers te ontsnappen, laat hij zich als leerling inschrijven in de "denkerij" van Socrates: daar kan men, naar verluidt, alles leren, ook hoe men in rechtszaak de jury van zijn gelijk kan overtuigen. Strepsiades ontmoet in de school een student, die hem alles vertelt wat er gaande is. Hij wijst hem de andere studenten aan, voorovergebogen naar de aarde, zodat ze geologie kunnen leren met hun gezicht en astronomie met hun achterste. Socrates verschijnt, in een mand zwevend in de lucht; hij begroet de boer pompeus en vraagt hem wat hij komt doen. Op het antwoord van de boer dat hij wil leren spreken en er wil voor betalen, zegt Socrates: 'Wil je met de wolken kunnen praten, die onze beschermgeesten zijn?' Dan volgt een komische scène waarin Socrates de boer als een hiërofant initieert door hem met bloem te poederen en bombastisch de goden van de ether en de wolken aan te roepen. In die toon gaat het een tijdje verder, tot Socrates in wanhoop uitroept dat de boer een waardeloze leerling is en niets van zijn leringen begrijpt. Strepsiades stuurt dan maar zijn zoon naar de les. Met succes overigens, want Pheidippides kan de schuldeisers weldra met een paar drogredeneringen moeiteloos afschepen. Als de jongen daarna ook zijn vader een oplawaai verkoopt, in de overtuiging dat dat zijn goed recht is, voelt Strepsiades zich bedrogen. Woedend steekt hij de "denkerij" in brand.
- Vogels (Ορνιθες) – Uitgevoerd in 414 v.Chr.

Twee Atheense heertjes ontvluchten teleurgesteld hun corrupte en onbestuurbare stad en belanden in het Vogelrijk, waar zij, met de hulp van de vogels (het koor), een nieuwe droomstad bouwen. Tijdens de bouwwerkzaamheden komen allerlei obscure personages met minder goede bedoelingen "lobbyen" om hun belangen in de nieuwe stad veilig te stellen. De vogels verzinnen een plan dat hun de heerschappij over mensen én goden moet verlenen. Zij blokkeren de weg tussen hemel en aarde en de goden vergaan van de honger, want de rook van de offergaven dringt niet meer tot de hemel door. De vogels zijn pas bereid tot toegeven als Zeus zijn scepter (een allegorie) afstaat.
- Lysistrate (Λυσιστρατη) – Uitgevoerd in 411 v.Chr.

De Atheense dames (= het koor) grijpen naar het drastische wapen van de seksstaking, om hun mannen ertoe te dwingen eindelijk eens werk te maken van de vrede. Onder de leiding van de militante Lysistrate [dat betekent eigenlijk "Zij die de legermacht ontbindt"] bezetten zij de Akropolis waar de Atheense staatskas wordt bewaard. Zo kan de oorlog niet meer gefinancierd worden. De vrouwen geven pas toe wanneer de vrede tussen de Griekse stadstaten een feit is.
- Vrouwen vieren de Thesmophoria (Θεσμοϕοριαζούσαι) – Uitgevoerd in 411 v.Chr.

De tragediedichter Euripides zit met een probleem: hij heeft de vrouwen (= het koor) een slechte reputatie bezorgd door in zijn treurspelen hun listen en streken te ontmaskeren. Nu is hij bang dat zij, naar aanleiding van de Thesmophoria en profiterend van het feit dat zij op dit feest eindelijk eens onder elkaar kunnen zijn, zullen gaan overleggen hoe zij hem onschadelijk kunnen maken. Daarom wil hij hun plan verijdelen door een als vrouw verklede infiltrant tussen het feestvierende gezelschap binnen te smokkelen om zijn zaak te bepleiten. Samen met zijn zwager Mnesilochos, die hij in vertrouwen neemt, wendt hij zich tot zijn vakgenoot Agathon, voorgesteld als een verwijfde "nicht". Een poging om Agathon voor die job te engageren mislukt echter, en Euripides kan zijn zwager Mnesilochos (in zijn uitlatingen getypeerd als een seksistische macho) toch tot het waagstuk overhalen.
Maar na een provocerende toespraak wordt Mnesilochos ontmaskerd, en om zijn hachje te redden zoekt hij asielrecht aan het altaar van Demeter. Om uit deze hachelijke situatie te ontsnappen probeert hij een paar listen uit: de mogelijkheden daartoe ontleent hij respectievelijk aan vier bekende stukken van Euripides, die op deze manier geparodieerd worden.
Maar alle kunstgrepen mislukken en er rest geen ander middel dan een minder subtiele aanpak. Een erbij gehaalde (oliedomme) politieagent wordt makkelijk afgeleid dankzij het 'acteertalent' van een bijdehand en sexy danseresje, waarna Euripides erin slaagt zijn zwager te bevrijden uit zijn hachelijke positie, niet zonder belofte dat hij voortaan de vrouwen niet meer door het slijk zal halen.
- Kikkers (Βατραχοι) – Uitgevoerd in 405 v.Chr.

De god Dionysus, gebelgd omdat er op zijn toneelfestival geen goede tragedies meer worden opgevoerd ("alleen nog van dat avant-gardistisch gedoe"), daalt af naar de Onderwereld om weer een groot dichter mee te nemen naar de wereld der levenden. Het koor wordt gevormd door de kikkers van de rivier de Acheron: zij zingen het beroemde onomatopaeïsche lied "Brekèkèkèks koaks koaks". In een wedstrijd wordt de "modernist" Euripides verslagen door Aeschylus, vertegenwoordiger van de "goede, oude tijd".
- Vrouwenparlement (Εκκλησιαζουσαι) – Uitgevoerd in 392 v.Chr.

Verkleed als hun eigen mannen (die zij totaal bedwelmd hebben na een zware nacht van seks en drank) begeven de Atheense vrouwen zich naar de zitting van het Parlement (de 'ekklesia'), waar zij, onder deskundige leiding van de militante Praxagora, een links-pacifistische staatsregeling weten door te drijven. Zij willen aantonen dat zij het er heel wat beter van afbrengen dan hun echtgenoten. Er zijn enkele punten van overeenkomst tussen dit blijspel en de "ideale staat" zoals die door Plato in zijn "Politeia" werd geconcipieerd. Het stuk hoort thuis in de slotfase van Aristophanes' werk: er zijn geen persoonlijke politieke satires meer te vinden, het aandeel van het koor is tot een minimum herleid, en er is geen "parábasis" meer.
In dit werk wordt de maaltijd “Lopadotemachoselachogaleokranioleipsanodrimhypotrimmatosilphioparaomelitokatakechymenokichlepikossyphophattoperisteralektryonoptekephalliokigklopeleiolagoiosiraiobaphetraganopterygon” besproken.
Acharniërs (-425) · Ridders (-424) · Wolken (-423) · Wespen (-422) · Vrede (-421) · Vogels (-414) · Lysistrate (-411) · Vrouwenfeest (-411) · Kikkers (-405) · Vrouwenparlement (-392) · Ploutos (-388)
- Bibsys: 90075907
- Biblioteca Nacional de Chile: 000039857
- Biblioteca Nacional de España: XX910946
- Bibliothèque nationale de France: cb118890862 (data)
- Catàleg d'autoritats de noms i títols de Catalunya: 981058523374306706
- CiNii: DA0046468X
- Gemeinsame Normdatei: 118503987
- International Standard Name Identifier: 0000 0001 2123 391X
- Library of Congress Control Number: n79072756
- Nationale Bibliotheek van Letland: 000014649
- MusicBrainz: 38c84aa8-d33f-4c33-bea2-56b016581f5f
- Bibliotheek van het Japanse parlement: 00431693
- Nationale Bibliotheek van Tsjechië: jn19981000139
- Nationale bibliotheek van Australië: 35007989
- Nationale Bibliotheek van Israël: 987007257965805171
- Nationale Bibliotheek van Polen: a0000001178108
- Nationale en Universitaire bibliotheek Zagreb: 000010886
- Nederlandse Thesaurus van Auteursnamen: 069447632
- Réseau des bibliothèques de Suisse occidentale: 02-A000009525
- Istituto Centrale per il Catalogo Unico: CFIV018870
- LIBRIS: 174752
- SNAC: w68p60z1
- Système universitaire de documentation: 026690268
- Semantic Scholar: 69398690
- Trove: 787799
- Union List of Artist Names: 500288125
- Virtual International Authority File: 20962036

1. ↑  Gemeinsame Normdatei; geraadpleegd op: 10 december 2014.
2. ↑  Gemeinsame Normdatei; geraadpleegd op: 30 december 2014.
3. ↑  Aristophanes.